# Rivolta carceraria di Atlanta
La rivolta carceraria di Atlanta fu una violenta sommossa occorsa al penitenziario della città nel novembre del 1987. Verosimilmente uno stesso ciclo di violenza all'interno delle galere esplose nello stesso periodo alla prigione federale di Oakdale (Louisiana).
Tutto iniziò quando il 10 novembre 1987 il dipartimento di Stato degli Stati Uniti annunciò il ripristino, da parte del governo cubano, di un accordo del 1984, e che in base a ciò sarebbero stati rimpatriati nella loro terra natale circa 2500 cittadini cubani. Il rimpatrio interessava soprattutto gli immigrati dell'esodo di Mariel, che, entrati negli Stati Uniti come rifugiati, commisero crimini ed erano per questo incarcerati in una delle due prigioni federali.
Un portavoce del dipartimento di Stato dichiarò che l'ufficio federale delle carceri non notificò l'intesa dell'accordo per via delle forti preoccupazioni dovute alla divulgazione prematura che essa avrebbe comportato.

## Rivolta
Tre giorni dopo l'annuncio del rimpatrio a Cuba, i detenuti del penitenziario atlantino innescarono una violenta sommossa e, approfittando dell'effetto sorpresa che rese impotenti le guardie, in poco tempo presero il comando della prigione chiedendo di non essere rimandati nel proprio Paese.
Nei primi undici giorni della sommossa furono fatti più di 100 ostaggi e parte della struttura fu danneggiata dagli incendi appiccati dai rivoltosi. Nei disordini fu ucciso un detenuto cubano da un poliziotto. In seguito fu notificato come l'agente uccise l'uomo per difendere alcuni colleghi.
La sezione atlantina della FBI, guidata da Weldon L. Kennedy, aprì dei negoziati con i detenuti per calmare la situazione e riportare l'ordine all'interno del penitenziario. La crisi degli ostaggi portò all'invio di alcune forze speciali giunte da Fort Bragg per istruire le autorità civili circa il ripristino dell'ordine e l'applicazione della legge.
A fine negoziati, il 4 dicembre furono liberati i rimanenti ostaggi e i detenuti firmarono bandiera bianca.
Nella rivolta fu liberato dai detenuti l'ergastolano Thomas Silverstein, che aveva assassinato una guardia al supercarcere di Marion nel 1983, e che per questo stava scontando anche un isolamento totale. L'uomo giocò un ruolo chiave nella rivolta e i detenuti cubani lo liberarono proprio per la sua figura carismatica che poteva portare all'apertura degli accordi con l'esterno.